# Thilay

Thilay este o comună în departamentul Ardennes din nordul Franței. În 1 ianuarie 2022 avea o populație de 983 de locuitori.